# Franz Sterzl
Franz Josef Sterzl (* 6. Februar 1908 in Aspang-Markt; † 9. Februar 2000 in Salzburg) war ein österreichischer Zehnkämpfer.

## Karriere
Bei den Olympischen Spielen 1936 musste er wegen eines Sturzes im Stabhochsprung an 18. Stelle liegend nach der achten Disziplin aufgeben.
1932, 1935, 1936 (mit seiner persönlichen Bestleistung von 6037 Punkten) und 1938 wurde er Österreichischer Meister.